# 孟椒房 (北魏獻文帝)
孟椒房，北魏献文帝的妃嫔。
470年，孟椒房生魏献文帝第四子元羽。501年，儿子元羽早逝。庶孙元恭对祖母孟氏、嫡母郑始容以孝闻。后事无记载。